# نمازخانه کامپی
نمازخانه کامپی (انگلیسی: Kamppi Chapel)، (فنلاندی: Kampin kappeli, سوئدی: Kampens kapell) یک کلیسای کوچک در محله کامپی، در میدان نارینکا واقع در هلسینکی است. این بنا به صورت نمادین به نمازخانه سکوت شناخته می‌شود. کامپی از شلوغ‌ترین محله‌های هلسینکی بزرگ است و نمازخانه کامپی محلی برای آرامش و داشتن لحظه‌ای سکوت در یکی از شلوغ‌ترین مناطق فنلاند می‌باشد.
نمازخانه کامپی اگرچه یک کلیسای بسیار کوچک است اما مراسم مرسوم کلیسایی در آن به‌طور منظم انجام نمی‌گیرد.

## کلیسای مقدس
کلیسای کوچک کامپی رسماً به هیچ مذهب و نهاد مذهبی خاصی وابسته نیست. اگرچه کلیسای انجیلی لوتران فنلاند به لحاظ معنوی به این نمازخانه خدمت‌دهی می‌کند. لوتران‌ها و ارتدوکس‌ها به همراه کاتولیک‌ها در آن حضور بهم می‌رسانند. از این منظر طراحی این کلیسای کوچک (چه در فضای داخلی و چه در نمای بیرونی) بسیار ساده و همچنین عمدتاً خنثی است و شباهت زیادی به یک نمازخانه چند فرقه‌ای دارد و بسیار الهام بخش است.
نمازخانه به عنوان بخشی از برنامه جهانی طراحی جهانی در سال ۲۰۱۲ ساخته شد. از این تاریخ حدود ۲۵۰٬۰۰۰ نفر تا ژانویه ۲۰۱۳ از نمازخانه کامپی بازدید کرده بودند؛ و روند رو به رشد بازدیدکنندگان تا سال ۲۰۱۴ به نیم میلیون نفر رسید.

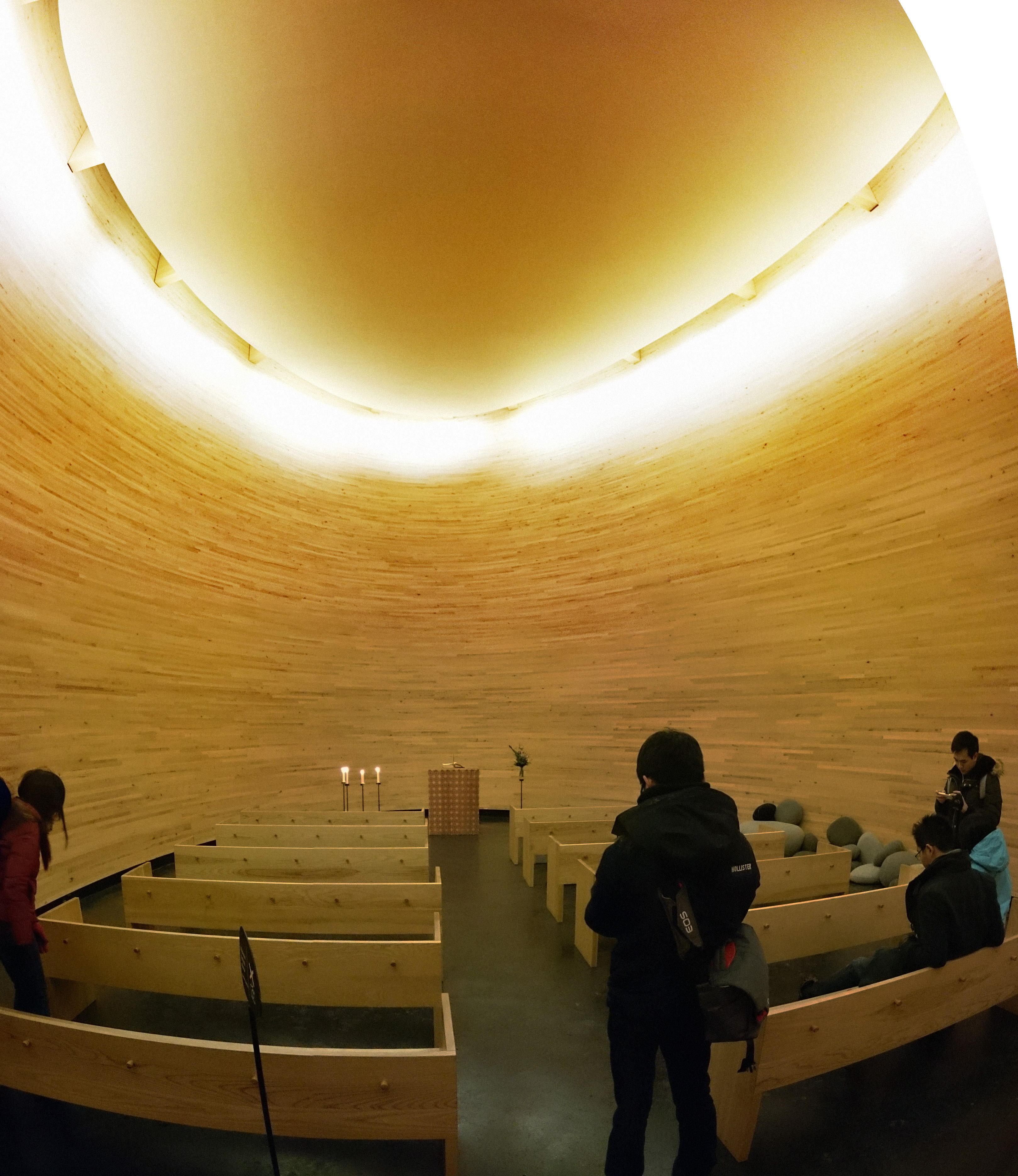
نمای داخلی نمازخانه کامپی